# Medijsko Carstvo
Medijsko Carstvo (perz. Māda, grč. Mēdía, akad. Mādāya) bilo je prvo iransko carstvo koje je od kraja 8. do sredine 6. stoljeća pr. Kr. obuhvaćalo prostore Velikog Irana, sjeverne Mezopotamije i istočne Male Azije. Prije osnutka Medijskog Carstva iranski narodi živjeli su u manjim plemenskim zajednicama i nije postojala hijerarhija vladavine, no ratovi s Asircima doveli su do njihovog ujedinjenja odnosno stvaranja moćne monarhije koja je postala temeljem za sve kasnije iranske dinastije.
Osnivačem Medijskog Carstva smatra se Dejok, plemenski vođa kojeg su medijski plemići izabrali za arbitra u rješavanju sporova, a potom i medijskim kraljem. Prilikom stvaranja medijske države ona je obuhvaćala samo manje teritorije jugozapadno od Kaspijskog jezera, no u doba najvećeg medijskog vladara Kijaksara proširena je na većinu azijskog dijela Bliskog istoka. Ta područja prostirala su se na 2.8 milijuna km², što je Mediju činilo dotad najvećim carstvom u povijesti. Granice carstva bile su rijeke Kizil u Anatoliji i Tigris u Mezopotamiji na zapadu, Kavkaz i Sogdijana na sjeveru, te Indija na istoku.
Značaj medijske države u starovjekovnoj povijesti je višestruk. Iranski narodi po prvi puta u povijesti se ujedinjuju i time stvaraju političku protutežu Babiloniji i Asiriji, glavnim silama na zapadu. Medijci u savezu s Babiloncima pokoravaju Novoasirsko Carstvo, dotad najjaču vojno-političku silu u regiji. Također, sukob Medijaca s Lidijom u Maloj Aziji predstavlja prvi kontakt drevnog Irana s grčkim svijetom. Vjerojatno najveći značaj predstavlja sam pad Medijskog Carstva 550. pr. Kr., budući kako je na njegovim temeljima perzijski vladar Kir Veliki stvorio Ahemenidsko Perzijsko Carstvo, najveću i najmoćniju iransku državu u povijesti starog vijeka.

## Povijesni izvori
Danas gotovo i ne postoje povijesni dokumenti pisani medijskim jezikom, a nije poznato ni kakvim su pismom pisani. Iz doba Medijskog Carstva pronađena je samo jedna brončana plaketa koja datira ranije od ahemenidskog razdoblja, a radi se o zapisu na klinastom pismu pisanom na akadskom jeziku koji datira iz 8. stoljeća pr. Kr., ali ne spominje medijske nazive. Neka moderna istraživanja pokazuju kako je tzv. linearno elamsko pismo (koje još nije dešifrirano) možda pisano na medijskom jeziku, pretpostavljajući kako je Kutik-Inšušinak originalno iransko ime medijskog vladara Kijaksara, a ne mnogo ranijeg elamskog kralja.
Problem nedostataka autohtnonih medijskih dokumenata kompenziraju povijesni dokumenti drugih drevnih naroda, kao što su asirske i babilonske kronike, biblijske knjige o knjige o Nahumu i Danielu iz Starog zavjeta, Behistunski natpisi iz doba Perzijskog Carstva, te djela grčkih povjesničara Herodota i Ktezija, odnsono babilonskog povjesničara Berosa. Budući kako svi navedeni strani izvori potječu iz zemalja zapadno od Medije, o povijesti istočnih medijskih pokrajina kao što su Baktrija, Arija, Sagartija, Drangijana ili Arahozija zna se gotovo ništa.

### Mezopotamske kronike
Većina vladara Novoasirskog i Novobabilonskog Carstva bilježila je dokumente pisane na klinastom pismu u kojima se spominju razna politička, vjerska i društevna zbivanja. Budući kako su obje države bile u posrednoj interakciji s Medijskim Carstvom, navedeni povijesni zapisi koji datiraju iz prve polovice 1. tisućljeća pr. Kr. predstavljaju značajan izvor informacija o Medijcima. Medijski politički odnosi s dvjema mezopotamskih država se razlikuju; Asirci su bili njihovi veliki neprijatelji, dok su im Babilonci bili saveznici. Najstariji dokumenti koji spominju Medijce datiraju iz doba vladavine asirskog kralja Sargona II. iz 8. stoljeća pr. Kr., gdje se osnivač Medijskog Carstva Dejok spominje nekoliko puta kao Daiukku. Prema istima, on je bio pokrajinski vladar (šaknu) teritorija zvanog Maneja uz granicu s Asirijom. Ostali mezopotamski povijesni dokumenti uključuju kronike babilonskih vladara Nabopolasara i Nabukodonosora II., te kronike iz doba babilonskog vladara Nabonida koje spominju Kirovo svrgnuće posljednjeg medijskog vladara Astijaga, odnosno pad Medijskog Carstva.

### Stari zavjet
Biblijske priče iz Starog zavjeta koje spominju Medijce uključuju knjige o Nahumu i Danielu. Knjiga o Hahumu detaljno opisuje pad asirskog grada Ninive kojeg je osvojio medijski vladar Kijaksar u savezu s babilonskim vladarom Nabopolasarom. U knjizi o proroku Danielu spominje se pregled viđenja o četiri zvijeri koje predstavljaju drevne monarhije Starog Istoka koje su vladale gradom Babilonom:
1. Lav s krilima orla - predstavlja Novobabilonsko Carstvo
2. Medvjed - Medijsko Carstvo
3. Četveroglavni leopard s krilima - Ahemenidsko Perzijsko Carstvo
4. Zvijer s deset rogova i željeznim zubima - Makedonsko Carstvo

Interpretacija koji opisuje Novobabilonsko Carstvo je ispravna budući kako su takvi prikazi (tzv. lamassus) karakteristični za babilonsku umjetnost. Također, leopardi su česti motivi u perzijskom zlatarstvu, dok se Aleksandar Makedonski često opisuje s ovnovim rogovima njegovog mitološkog oca Amona. Ono što pak predstavlja problem starozavjetne interpretacije jest upravo Medijsko Carstvo, koje prema svim ostalim povijesnim izvorima nikada nije osvojilo Babilon. Autor knjige o Danielu vladara koji je pokorio Babilon spominje kao Darija Medijskog, no radi se o osobnom imenu isključivo perzijskih vladara (Darije I. Veliki, Darije II., Darije III.). Budući kako je navedena biblijska knjiga pisana oko 165. pr. Kr., pretpostavlja se kako su na njenog autora utjecali grčki povjesničari poput Herodota (koji je inače poistovjećivao Asirce i Babilonce), zbog čega je najvjerojatnije kako je medijski značaj preuveličan. Drugo objašnjenje jest kako se medijska interpretacija odnosi na medijskog uzurpatora Gaumatu koji se 522. pr. Kr. proglasio velikim kraljem na uštrb Kambiza II. i nekoliko mjeseci vladao Perzijskim Carstvom dok ga nije svrgnuo Darije I. Veliki. Ovo priča je detaljnije objašnjena na Behistunskim zapisima i u Herodotovim djelima, a odnosi se na razdoblje nakon pada Medijskog Carstva odnosno na ahemenidsko razdoblje kada je Medija bila dijelom Perzijskog Carstva.

### Behistunski natpisi
Behistunski natpisi su višejezični dokumenti koji uključuju tekstove pisane na klinastom pismu na tri jezika; perzijskom, elamskom i babilonskom. Datiraju iz kraja 6. stoljeću pr. Kr., a dao ih je urezati Darije I. Veliki, vladar Perzijskog Carstva. Ovi povijesni dokumenti govore uglavnom o povijesti ahemenidske dinstije koja je od 550. pr. Kr. ovladala Medijom, odnosno na razdoblje Darijeve vladavine (552. – 486. pr. Kr.). Ipak, u zapisima se spominje ustanak Medijaca iz 522. pr. Kr. čiji je vođa Khšathrita tvrdio kako potječe iz loze medijskog kralja Kijaksara (625. – 585. pr. Kr.), što znači kako se behistunski natpisi dijelom nadovezuju na povijest Medijskog Carstva.
Medijsko Carstvo je tijekom Perzijskog ustanka (552. – 550. pr. Kr.) pokorio Kir Veliki, osnivač Perzijskog Carstva. Dok je njegov sin i nasljednik Kambiza II. vodio pohode u Egiptu, godine 522. pr. Kr. na perzijsko prijestolje stupa uzurpator Gaumata iz medijske svećenićke kaste koji se predstavljao kao Kambizov brat Smerdis. On je oslobodio sve satrapije od plaćanja poreza na tri godine, te proglasio medijsku citadelu Sikayauvatiš njegovom prijestolnicom. Ovaj potez izazvao je osudu kod perzijske elite, pa je sedam plemića predvođenih Darijem I. Velikim zbacilo Gaumatu s prijestolja nakon svega sedam mjeseci vladavine. Nakon ovog događaja uslijedilo je nekoliko ustanaka u Babiloniji i Mediji, gdje je spomenuti medijski vođa Khšathrita tvrdio kako pripada lozi Kijaksara, nakon čega je dobio potporu satrapija Sagartije, Partije i Hirkanije. Ipak, pobunu je 521. pr. Kr. ugušio perzijski general Hidarn Stariji, dok je sam Khšathrita zarobljen pokraj grada Raja u ekspediciji koju je vodio sam Darije Veliki. Ustanak je nastavio Sagartijac Tritantah koji je također tvrdio kako potječe od medijskog kralja Kijaksara, no i on je poražen prilikom pohoda Darijevog medijskog generala Takhmaspada. Gušenjem potonje pobune završavaju priče o događajima koje se barem dijelom odnose na nekadašnje Medijsko Carstvo odnosno na njegove vladare.
Ostali perzijski izvori o Medijcima uključuju i reljefe iz Perzepolisa koji prikazju njihov izgled. Ti reljefi datiraju iz 515. pr. Kr. (doba vladavine Darija Velikog) odnosno samo 35 godina nakon pada Medijskog Carstva, pa se mogu smatrati relevantnim dokumentom.

### Grčki povjesničari
O medijskoj dinastiji pisali su i grčki povjesničari Herodot i Ktezije koji su živjeli u 5. stoljeću pr. Kr., odnosno 100 godina nakon pada Medijskog Carstva. Herodot je rođen 484. pr. Kr. u Halikarnasu, glavnom gradu tadašnje perzijske satrapije Karije, a njegova djela „Povijesti“ (grč. Historia) pisana između 440. i 430. pr. Kr. predstavljaju najopširniji a time i gotovo najvažniji izvor informacija o medijskom razdoblju. Ona su svojevrsni roman i imaju sasvim novi pristup u pisanju povijesti, no Herodot je u zapadnom svijetu prihvaćen je kao tvorac povijesti kakvu danas poznajemo pa ga se često naziva i „ocem povijesti“. Bio je veliki putnik i tokom svog života obišao je Perzijsko Carstvo, Egipat, Libiju, Siriju, Babiloniju, Suzu, Lidiju, Frigiju, Bizantij, Trakiju, Makedoniju i Italiju gdje je slušao i bilježio priče lokalnog stanovništva. Unatoč tome što su ga kritizirali i antički i moderni povjesničari, od 19. stoljeća Herodotova reputacija dramatično se popravila budući kako su brojna arheološka nalazišta potvrdila mnoge njegove priče. Moderni pogled na Herodota jest kako je napravio izuzetan posao u svome djelu „Povijesti“, no njegovu kronologiju i numeriku gleda se sa skepticizmom. Za razliku od ostalih povijesnih izvora koja su najčešće sačuvana samo u fragmentima, Herodotovo djelo „Povijesti“ koje se odnosi na Medijce (I. knjiga; 95. – 144.) sačuvano je u cijelosti.
Ktezije je pak bio grčki liječnik i povjesničar koji se rodio u gradu Kindu u pokrajini Kariji. Radio je kao liječnik u službi perzijskog velikog kralja Artakserksa II., kojeg je pratio tokom njegovog pohoda protiv pobunjenog brata Kira Mlađeg. Ktezije je pisao o Perzijskom Carstvu i Asiriji u svome djelu „Persica“ koje se sastoji od 23 knjige, a za koje se pretpostavlja kako se temelji na perzijskim kraljevskim arhivima. Budući kako je živio na perzijskom kraljevskom dvoru, njegova djela predstavljaju najobjektivniji osvrt na povijest drevne Perzije i Medije, i stoga su često kontradiktorna s Herodotovom zbirkom „Povijesti“. Ipak, njegova djela o Medijskom Carstvu (knjige 4. – 6.) sačuvana su samo u fragmentima.
Od ostalih povjesničara valja spomenuti i Berosa, babilonskog svećenika, pisca i astronoma iz helenističkog doba koji je živio u 3. stoljeću pr. Kr., a pisao je na grčkom jeziku. On u svojim djelima (Babyloniaca) uglavnom piše o povijesti Babilonije, pa spominje diplomatske brakove između kraljevskih obitelji Medijaca i Babilonaca. Kao što je slučaj i s Ktezijem, problem kod njegovih osvrta je neusklađena kronologija s ostalim povijesnim dokumentima, zbog čega se smatraju manje pouzdanima.

## Podrijetlo
Dolazak iranskih naroda kao što su Medijci, Perzijanci i Parti na teritorij Velikog Irana odigrao se u 2. tisućljeću pr. Kr., neposredno nakon svršetka brončanog doba. Iranski narodi pripadaju široj porodičnoj skupini indoeuropskih naroda (čiju pradomovinu povjesničari smještaju u Središnjoj Aziji), odnosno njenoj podskupini indoiranskih naroda kojoj osim iranskih pripadaju još i indoarijski narodi. Potonji su približno u isto vrijeme naselili sjever Indije.
U 1. tisućljeću pr. Kr. iranski narodi Medijci, Perzijanci, Parti i Baktrijanci naseljavali su iransku visoravan sve do Zagrosa, dok su se ostali poput Skita, Sarmata, Kimerijaca i Alana smjestili na stepama sjeverno od Crnog mora. Plemena Skita i Saka boravila su uglavnom na južnom dijelu, a naseljavala su prostrana područja od Balkana do Xinjianga.
Podijela protoiranskih plemena na „zapadna“ i „istočna“ ovjerena je u najstarijim iranskim jezicima; staroperzijskom i avestanskom jeziku.

## Medijski vladari
| Vladar | Period              | Period              | Period                | Period              | Rodno srodstvo            |
| Vladar | *Herodot            | *George Cameron     | *Édvin A. Grantovskiĭ | *I. M. Diakonoff    | Rodno srodstvo            |
| Dejok | 700. – 647. pr. Kr. | 728. – 675. pr. Kr. | 672. – 640. pr. Kr.   | 700. – 678. pr. Kr. | sin Fraorta Starijeg      |
| Fraort | 647. – 625. pr. Kr. | 675. – 653. pr. Kr. | 640. – 620. pr. Kr.   | 678. – 625. pr. Kr. | sin Dejoka                |
| Madije Skitski | X                   | 653. – 625. pr. Kr. | 635. – 615. pr. Kr.   | X                   | Skitski privremeni vladar |
| Kijaksar | 625. – 585. pr. Kr. | 625. – 585. pr. Kr. | 620. – 584. pr. Kr.   | 625. – 585. pr. Kr. | sin Fraorta               |
| Astijag | 585. – 550. pr. Kr. | 585. – 550. pr. Kr. | 584. – 550. pr. Kr.   | 585. – 550. pr. Kr. | sin Kijaksara             |
| *Sve kronološke procijene su s Enciklopedije Iranice (Medija - Medijska dinastija) Arhivirana inačica izvorne stranice od 29. siječnja 2009. (Wayback Machine) |                     |                     |                       |                     |                           |

### Obiteljsko stablo
Shematski prikaz obiteljskog stabla Medijaca i njihovih rodbinskih veza s Babiloncima, Lidijcima i Perzijancima:

### Medijska plemena
Prema Herodotu, medijski narod sastojao se od šest plemena:
- Busae - dolazi od perzijskog buza; njihovo pravo (iransko) ime je nepoznato.
- Paraetaceni - nomadsko pleme.
- Strukhat
- Arizanti - od „Arya“ (plemići) + „Zantu“ (pleme, klan).
- Budii - pleme među crnomorskim Skitima.
- Magi - religijska klasa; njihov jezik Sumerani su nazivali emegir.

## Povijest

### Osnivanje carstva
Osnivačem Medijskog Carstva smatra se Dejok, kojeg spominje Herodot. On tvrdi kako se Dejokov otac zvao Fraort (kao i Dejokov sin), te kako je Dejok bio „mudar čovjek velikih mogućnosti i političkih ambicija“ u doba kada u regiji nije bilo zajedničke vlade. Stanovnici su ga proglasili arbitrom lokalnih plemenskih sporova, a kasnije i medijskim kraljem. Pretpostavlja se kako su stvaranje medijske države najviše uzrokovale kontinuirane invazije Asiraca i Babilonaca sa zapada, zbog čega su se iranska plemena ujedinila pod vodstvom Medijca Dejoka. U Dejokovo doba izgrađena je i palača, oko koje je podignuta prijestolnica Ekbatana (moderni Hamadan). Dejok je također uspostavio pravosudnu mrežu diljem zemlje, a organizirao je i jedinicu špijuna koji su kontrolirali svaki dio Medijskog Carstva.
Ime Daiukku spominje se nekoliko puta u zapisima koji datiraju iz doba vladavine asirskog kralja Sargona II. iz 8. stoljeća pr. Kr. Dejok se spominje kao pobunjenički pokrajinski vladar (šaknu) teritorija zvanog Maneja uz granicu s Asirijom. Njegov sin zarobljen je u kraljevstvu Urartu, a Dejok je podržavao urartuskog kralja Rusa I. protiv manejskog vladara Ullusunua. Sargon II. zarobio je Dejoka i prognao ga zajedno s njegovom obitelji u sirijski grad Hamu. Ipak, moderni povjesničari dvoje jesu li Daiukku iz asirskih zapisa i Dejok iz Herodotovih djela ista osoba. Dejok je umro nakon 53 godine vladavine, a naslijedio ga je sin Fraort.

### Sukobi s Asirijom
Poput njegova oca Dejoka, Fraort je također proveo većinu svog života u ujedinjavanju medijskih plemena i ratovima protiv Asirije. Danas nije poznato jesu li postojale ikakve prijetnje Mediji na istočnim granicama budući kako Medijci o tome nisu ostavili nikakve dokumente, dok Asirci izgleda nisu bili zainteresirani što se događalo istočno od Medije. Ono što je najviše zabrinjavalo i Medijce i Asirce u to vrijeme bila je prijetnja sa sjevera, koju je predstavljao nomadski narod Kimerijci (najvjerojatnije jedan od iranskih naroda). Oni su početkom 7. stoljeća pr. Kr. napadali i Medijsko i Novoasirsko Carstvo, no zbog rodbinskih veza s Medijcima odlučili su sklopiti savez protiv Asirije. Nedugo kasnije uslijedio je napad na tu državu, no moćni asirski vladar Asarhadon uspio je odbaciti njihovu invaziju. U borbama asirsku prijestolnicu Ninivu protiv njegovog sina Asurbanipala pogiba i sam Fraort, a nedugo kasnije Medijci će se naći pred invazijom još jednog moćnog plemena sa sjevera - Skita.

### Skitsko međurazdoblje
Političku slabost Medijskog Carstva nakon Fraortove pogibje i odsutnost medijske vojske u osvetničkom pohodu protiv Asiraca koje je predvodio Fraortov sin Kijaksar iskoristili su Skiti koji su predvođeni Madijem provalili u Medijsko Carstvo, porazila Medijce koji su im se pokušali suprotstaviti, te prema Herodotu ovladali njime 28 godina. Grčki povjesničar tvrdi kako su Skiti tada ovladali većim dijelom (njemu poznate) Azije, a napredovanje prema Egiptu spriječio je faraon Psamtik I. koji im je poklonio pregršt darova. Nakon 28 godina skitske dominacije nad Medijskim Carstvom koju su obilježili brutalnost i visoki porezi, Kijaksar je 625. pr. Kr. podigao ustanak i porazio Skite. Herodot navodi kako je Kijaksar namamio skitske vođe na banket, napio ih a potom pogubio. Preživjeli su pobjegli u maloazijsku Lidiju, što je dovelo do medijsko-lidijskih političkih tenzija.

### Medijsko-babilonski pohod na Asiriju
Kijaksar je zapamćen kao vojskovođa iznimnih sposobnosti; bio je prvi vladar u povijesti koji je vojsku podijelio na posebne jedinice pješaka-kopljanika, strijelaca i konjanika, budući kako su pomiješani rodovi vojske prethodno dovodili do meteža na bojištu. Godine 614. pr. Kr. Kijaksar je pokušao ostvariti naum svog oca i konačno ukloniti asirsku opasnost sa zapada. Medijsko Carstvo sklopilo je savez s babilonskim kraljem Nabopolasarom te su zajedničkim snagama napali Novoasirsko Carstvo na dva fronta. Već krajem godine Medijci su prisvojili asirsku provinciju Arrapkhe (područje oko današnjeg grada Kirkuka), a potom i Tarbis koji se nalazio uz rijeku Tigris sjeverno od Ninive. Iste godine palo je i asirsko religijsko središte Ašur što je Medijcima donijelo golema bogatstva i time ojačalo njihovo carstvo. U međuvremenu su na jugu napredovali i Babilonci, koji nisu stigli sudjelovati u bitci za Ašur a time ni u podijeli plijena. Ipak, diplomatske veze Medije i Babilonije ojačane su Kijaksarovom ženidbom Nabopolasarove kćeri (prema Berosu).
Medijci i Babilonci ponovo su udružili snage 612. pr. Kr. kada su krenuli u napad na asirski glavni grad Ninivu, čiji je pad detaljno opisan u biblijskoj Knjizi o Nahumu. Ostaci asirske vojske predvođeni njihovim posljednjim vladarom Ašur-ubalitom II. uspjeli su se probiti kroz linije opsade i pobjeći u Haran gdje su poraženi 609. pr. Kr. Ova medijsko-babilonska pobjeda označila je konačan pad Novoasirskog Carstva, odnosno njegovu podijelu između dva osvajača. Nedugo nakon ratova protiv Asiraca Medijsko Carstvo pripojilo je i kraljevstvo Urartu na sjeveru, a granica između Medijskog i Babilonskog Carstva određena je južno od Ašura i Harana.

### Pohodi protiv Lidije
Krajem 7. stoljeća pr. Kr. u Maloj Aziji raste utjecaj Lidije, koju su povoljan geostrateški položaj i trgovina pretvorili u jednu od najbogatijih država tog doba. Prema Herodotu, Kijaksar je pokrenuo rat protiv Lidije zato što je ta zemlja prihvatila skitske bjegunce koji su prevarili Medijce na način da su na jednom banketu umjesto lovine poslužili medijskog dječaka. Lidijski kralj Alijat II. odbio je izručiti bjegunce Kijaksaru, što je dovelo do petogodišnjeg rata.
Antički izvori govore kako se na dan odlučujuće bitke kod Halisa dogodila pomrčina Sunca što su i lidijske i medijske snage protumačile kao znak nadnaravne sile koja ih želi primiriti. Budući kako se datumi pomrčine astronomski mogu odrediti, bitka kod Halisa predstavlja jedan od najstarijih precizno određenih povijesnih događaja (28. svibnja 585. pr. Kr.). Mir je sklopljen uz posredništvo Babilonaca i Cilicijanaca, a sklopljen je i diplomatski brak između Kijaksarovog sina Astijaga i Alijatove kćeri Arijene čime je ojačan njihov savez. Granica između dvije moćne države određena je rijekom Halis (Kizil).

### Razdoblje mira i blagostanja
Godine 585. pr. Kr., neposredno nakon sporazuma s Lidijcima medijski kralj Kijaksar umire, a na prijestolje dolazi njegov sin Astijag. On se oženio Arijenom, sestrom lidijskog kralja Kreza, dok se Astijagova sestra Amitis udala za babilonskog kralja Nabukodonosora II. Ovim diplomatskim brakovima Astijag postaje rodbinski povezan s najbogatijim i najmoćnijim državama Bliskog istoka, što omogućava njegovom Medijskom Carstvu dug period mira i blagostanja. U to doba diljem Medijskog Carstva cvate zoroastrizam, u Lidiji uspjevaju slavni znanstvenici i književnici poput Solona, Ezopa i Talesa, dok Nabukodonosor II. pretvara Babilon u metropolu kakvu svijet dotad još nije vidio. Astijagova kćer Mandana udala se za perzijskog vazalskog vladara Kambiza I. s kojim je imala sina Kira Velikog, koji će kasnije svrgnuti svog djeda s prijestolja.

### Perzijski ustanak
Perzija je bila vazalna kraljevina Medijskog Carstva od kraja 7. stoljeća pr. Kr., kada su Medijci u savezu s Babilonijom pokorili Novoasirsko Carstvo te prigrabili njene vazalne teritorije, među kojima je bila i Perzija. Tokom medijske dominacije postojale su dvije perzijske kraljevine Anšan i Parsumaš, no bile su jako povezane u političkom i rodbinskom smislu. Godine 559. pr. Kr. na anšanski (perzijski) tron dolazi Kir II. Veliki, sin Kambiza I. Budući kako je prijenos krune Parsumaša s Arsama (Arijaramnov sin) također prešao na Kira Velikog, on je objedinio dva perzijska kraljevstva pa ga se smatra prvim pravim perzijskim kraljem. Ipak, u početku Kirove vladavine Perzija je i dalje imala vazalni status pod dominacijom moćnog Medijskog Carstva kojim je vladao Astijag.
Godine 553. pr. Kr. zbog neslaganja s Astijagovom politikom Kambiz I. i Kir Veliki podižu perzijski ustanak protiv medijske dominacije nad Perzijom. Prema Nikolaju iz Damaska, pobunu je započeo Kirov otac Kambiz, dok je 24-godišnji Kir istovremeno boravio kod djeda na kraljevskom dvoru u Ekbatani. Astijag je višestruko odbijao unukove zahtjeve da posjeti roditelje u Perziji, no na nagovor perzijskog podanika Oebara ipak je Kiru dozvolio petomjesečno putovanje na jug. Prema Herodotu, odmah nakon Kirovog puta roditeljima u Perziju medijski general Harpag mu je u utrobi zeca poslao tajnu poruku o planu zavjere za svrgavanjem Astijaga, koju je Kir nosio predati svome ocu Kambizu. Astijaga su navodno prilikom zabave uznemirile riječi jedne pjesme koja je govorila o „divljoj zvijeri s juga koja kreće u rat“, što ga je podsjetilo na Kira. Na nagovor dvorskih savjetnika, odlučio je poslati 300 konjanika za zadatkom da vrate Kira na kraljevski dvor živog ili mrtvog. Medijski konjanici sustižu Kira i predaju mu kraljevu zapovjed kako se mora vratiti u Ekbatanu, na što on prividno pristaje i poziva konjanike na banket. Idućeg jutra Kir je pobjegao i požurio se u do grada Hirbe gdje ga je čekao Oebar s 5.000 perzijskih pješaka koje je Kiru postao otac Kambiz I. U bitci kod Hirbe perzijska vojska predvođena Kirom pobjeđuje medijsku konjicu pri čemu pogiba 250 Medijaca, dok se ostali požuruju informirati Astijaga o događaju. Bitka kod Hirbe bila je prvi veliki udarac Medijcima, te prvi njihov vojni poraz nakon dugo vremena. Također, bitka je nagnala medijskog kralja Astijaga da pokrene veliki vojni pohod protiv Perzijanaca, dok je Kir Veliki istovremeno pokušavao nagovoriti sjeverne satrapije na pobunu, odnosno na savez s Perzijom.
Nakon btike kod Hirbe Kir Veliki povukao se do granice s Medijom, dok je medijski vladar Astijag odlučio napasti Perziju s više od 1.205.000 vojnika. Ipak, od tog golemog broja trupa samo je manji dio sudjelovao u bitkama, dok su Perzijanci koristili sve zaspoložive snage koje su imali. Nakon neuspješnih pregovora, došlo je do glavne bitke. U bitci kod perzijske granice Astijag je predvodio 20.000 svojih osobnih čuvara, dok je nasuprot njemu stajala perzijska vojska s Atradatom na desnom krilu, Oebarom na lijevom, te Kirom na središtu koji je predvodio najhrabrije perzijske ratnike. Perzijanci su se hrabro obranili i pobili mnogo Medijaca, pa je Astijag navodno zaplakao na svom tronu i zavapio: „Kako se hrabro bore ti proždrljivci pistaccija“. Ipak, Perzijanci su bili neusporedivo brojčano nadjačani pa su se povukli u obiližnji utvrđeni grad. Kir i Oebar predložili su evakuaciju žena i djece na jug u Pasargad, te nastavak bitke sljedećeg dana. Idućeg jutra vrata grada su otvorena i svi Perzijanci su krenuli u ofenzivu, dok je Atradat (Kambiz I.) zajedno sa starcima ostao čuvati gradske zidine. Dok su se Kir i Oebar borili na bojištu, Astijag je poslao 100.000 vojnika da ih napadnu s leđa, što je prisililo Perzijance na povlačenje. Kambiz I. je nakon bitke bio teško ranjen pa ubrzo umire, a Astijag ga je dostojno pokopao.
Nakon herojskog otpora u bitci kod perzijske granice, Kir Veliki i Oebar povukli su se u planine kod Pasargada, gdje su blokirali sve uske klance koje vode u Perziju. Sa sobom su poveli i sve perzijske muškarce, žene, djecu i starce. Oebar je odlučio branili prolaze s 10.000 teških pješaka, a postavio je snage i na ceste koje su vodile u Perziju što je trebalo onemogućiti medijsko napredovanje. Istovremeno, medijski kralj Astijag odlučio je pronaći prolaz kroz planine i tako okružiti Perzijance, no to je bilo vrlo teško budući kako je planina visoka, litice strme, a prolazi blokirani velikim kamenim zidovima. Oko 100.000 Astijagovih medijskih vojnika odlučilo se penjati uz strmu planinu i tako iznenaditi Kira i perzijske civile. Medijci su potom okružili uzvisinu, nakon čega su napali prolaze koje su čuvali teško naoružani Perzijanci. Ipak, konfiguracija terena onemogućila je da medijska brojčana prednost dođe do izražaja. Istovremeno, ostatak medijskih trupa probijao se kroz gustu šumu hrastova i divljih maslina, te su nakon mukotrpnog proboja uspjeli dosegnuti perzijsku vojsku. U opsadi pasargadskog brda 10.000 vojnika (Perzijski besmrtnici) predvođenih Kirom i Oebarom uspješno se suprotstavilo deseterostruko većoj medijskoj vojsci, pri čemu je navodno poginulo čak 60.000 medijskih vojnika. Perzijanci su potukli i ostatak medijskih trupa u bitci kod Pasargada, što je označilo kraj Astijagove dominacije carstvom. Nedugo kasnije pada i medijski glavni grad Ekbatana, a Kir Veliki zarobljava Astijaga.

### Pad carstva
Prevrat nakon perzijskog ustanka uzrokovao je prijenos političke moći s prije dominantnih Medijaca, na drugi iranski narod - Perzijance, koji su sada dominirali nad Medijcima. Kao jedan od razloga koji su uvjetovali usponu Perzijanaca odnosno padu Medijskog Carstva spominje se tada sofisticirana tehnologija navodnjavanja kanatima koju su razvili Perzijanci, dok je Medijci nisu poznavali. Kir Veliki velikodušno se ponio prema bivšem medijskom kralju Astijagu; ostavio ga je na životu, uzeo ga za osobnog savjetnika, te obećao kako će se ponašati kao njegov legitimni nasljednik. Prema Kteziju i Ksenofontu, Kir se oženio Astijagovom kćeri Amitisom što se čini nelogičnim jer bi tada ona bila i njegova supruga i tetka. Vjerojatno objašnjenje jest da se Astijag prethodno oženio još jednom ženom koja mu je rodila Mandanu, dok je Amitis bila kćer Kijaksara, odnosno Astijagova sestra. Ekbatana, dojučerašnji glavni grad Medije, zbog svoje velike strateške važnosti kontroliranja Središnje Azije postala je glavnim gradom novog, Ahemenidskog Perzijskog Carstva.
Nakon Astijagova svrgnuća, njegov šurjak Krez (kralj Lidije) krenuo je u obračun protiv Kira Velikog u nadi da osveti poraz svog zeta odnosno da proširi svoje Lidijsko Carstvo na istok, što 547. pr. Kr. završava katastrofalnim porazom i padom Lidije pod Perzijsko Carstvo. Za Astijaga se pretpostavlja kako je umro 540-ih pr. Kr., a jedna od verzija smrti (prema Kteziju) govori kako ga je politički oponent Oebar prilikom putovanja iz Partije ostavio da umre u pustinji, no nakon što je Kir otkrio njegovo nedjelo general Oebar počinio je samoubojstvo kako bi izbjegao osvetu Astijagove sestre Amitise.

## Politika i administracija
Neki elementi medijskog administrativnog sustava zasigurno su preuzeti od asirskog modela vladavine, pod čijim je okriljem bila i sama Medija dugi niz godina. Povjesničar János Harmatta na temelju lingvističkih dokaza tvrdi kako su Medijci imali vrlo razvijen birokratski sustav, kojeg su kasnije preuzeli i Perzijanci. Pretpostavlja se kako su u medijskom razdoblju postojale i upravne jedinice satrapije, no ta perzijska titula postojala je i prije osnutka medijske države pa se teza ne može sa sigurnošću potvrditi. Jona Lendering pretpostavlja kako je Medijsko Carstvo uključivalo satrapije Perziju, Armeniju, Kapadociju, Partiju i Ariju, no naglašava kako je u pitanju primitivni oblik satrapije koju su kasnije usavršili perzijski vladari Kir Veliki i Darije Veliki. Herodot pak spominje kako je osnivač Medijskog Carstva Dejok uspostavio pravosudnu mrežu diljem zemlje, te organizirao jedinice špijuna koji su kontrolirali svaki dio zemlje.

### Vojska
Medijska vojska igrala je važnu ulogu u povijesti te države, budući kako su Medijci živjeli na relativno nezaštićenom teritoriju zbog čega su bili u neprestalnim sukobima s okolnim narodima poput Asiraca, Skita, Lidijaca, te kasnije Perzijanaca. Tradicionalna medijska vojska temeljila se na konjici, što je karakteristika ne samo ostalih iranskih naroda već i brojnih drugih plemena Središnje Azije. Uzgoj konja bila je višestoljetna medijska tradicija o čemu su pisali Asirci i Herodot, a vojska sastavljena od konjice bila je neophodna za kontroliranje njihovog golemog carstva koje se prostiralo tisućama kilometara. Budući kako je udaljenost najistočnije i najzapadnije točke carstva približno bila jednaka kraljevskoj cesti iz kasnijeg perzijskog razdoblja, procijenjuje se kako bi takvo putovanje pješice trajalo puna tri mjeseca.
Dolaskom medijskih plemena uz istočne obronke masiva Zagros počinje se razvijati rudarstvo a time i obrada kovina, zbog čega dolazi do znatnog tehnološkog napretka u medijskoj vojsci. Primjer su medijska bojna kola, koja su se smatrala najjačim i nabržim u to doba. Velikim vojnim reformatorom smatra se medijski kralj Kijaksar, budući kako je bio prvi vladar u povijesti koji je podijelio vojsku na posebne jedinice pješaka-kopljanika, strijelaca i konjanika jer su ranije pomiješani rodovi vojske dovodili do pomutnje na bojištu. Glavne karakteristike medijske vojske bile su mobilnost i velika mogućnost manevriranja, zbog čega su vojnici imali slab ili nikakav oklop. Ova mana pokazala se kobnom prilikom borbi s Kirovim teško oklopljenim pješaštvom (Perzijski besmrtnici) u bitci kod pasargadskog brda. S obzirom kako je Medijsko Carstvo bilo kontintentalnog tipa, medijska mornarica prema svemu sudeći uopće nije ni postojala.
Medijska vojska imala je veliki utjecaj na formiranje perzijske vojske o čemu svjedoče Herodotova djela i reljefi iz Perzepolisa, kao i činjenica da su u perzijskoj vojci služili mnogi medijski generali i admirali kao što su Harpag, Mazar i Datis. Svi navedeni služili su perzijske kraljeve Kira i Darija Velikog koji su vladali prvih pola stoljeća nakon pada Medijskog Carstva, pa se može pretpostaviti kako se u tom razdoblju medijska vojska, strategija i ratna vještina nisu bitnije mijenjali. Herodot spominje kako se u doba grčko-perzijskih ratova medijski vojnici nisu bitnije razlikovali od perzijskih. O tome svjedoče i reljefi iz Perzepolisa (prikazani dolje) koji prikazuju četiri medijska i perzijska kopljanika. Smatra se kako su medijski kopljanici imali veliku reputaciju u perzijskoj vojsci, odmah nakon Besmrtnika.

### Opseg carstva
Prilikom stvaranja medijske plemenske konfederacije, Medija se kao zemljopisni pojam odnosila na područje sjeverozapadnog Irana. Granice u to vrijeme nisu bile utvrđene, pa se Medija odnosi na onaj teritorij okružen ostalim narodima kao što su Perzijanci na jugoistoku, Parti na istoku, Elamiti na jugu, Asirci na zapadu, te Urartu na sjeveru. U doba medijskog kralja Kijaksara svi navedeni narodi bili su pokoreni, a Medijsko Carstvo prostiralo od središnje Male Azije, do Hindukuša na istoku. Zapadne granice formirale su rijeke Kizil i Tigris koje su dijelile Medijsko Carstvo od Lidije odnosno Babilonije, te Cilicija. Sjeverna granica bili su gorje Kavkaz, Kaspijsko jezero, te rijeka Amu-Darja iza koje se nalazila Sogdijana. Granice na istoku je nemoguće točno utvrditi budući kako ne postoje pouzdane informacije o prodorima medijske vojske, no smatra se kako je Medijsko Carstvo uključivalo Sagartiju, Drangijanu, Arahoziju, Ariju i Baktriju. Prema odokativnom određivanju najširih medijskih granica preslikanih preko deset modernih država, površina Medijskog Carstva iznosila je nešto više od 2.8 milijuna km² što tu monarhiju čini dotad najvećim najvećim carstvom u povijesti.
| Moderna država | Postotak | Ukupna površina (km²) | Dio nekadašnjeg carstva (km²) |
| -------------- | -------- | --------------------- | ----------------------------- |
| Iran           | 85%      | 1.648.000             | 1.400.800                     |
| Turska         | 35%      | 780.580               | 273.203                       |
| Sirija         | 10%      | 185.180               | 18.518                        |
| Irak           | 25%      | 437.072               | 109.268                       |
| Azerbajdžan    | 60%      | 86.600                | 51.690                        |
| Armenija       | 100%     | 29.800                | 29.800                        |
| Gruzija        | 15%      | 69.700                | 10.455                        |
| Turkmenistan   | 45%      | 488.100               | 219.645                       |
| Afganistan     | 90%      | 647.500               | 582.750                       |
| Pakistan       | 15%      | 803.940               | 120.591                       |
| Sveukupno      |          |                       | 2.816.720 km²                 |

## Ekonomija
Medijci su kao i druga iranska plemena koja su naselila na zapad Iranske visoravni živjeli su pastirskim načinom života. Njihova glavna gospodarska djelatnost još od vremena kada su zajedno s indoarijskim rođacima živjeli u stepama istočno od Kaspijskog jezera bilo je stočarstvo, odnosno uzgoj konja, goveda, ovaca, te rjeđe domaćih koza. Bili su poznati kao najbolji uzgajivači konja svog vremena; čak i prije njihovog naseljavanja planina Zagrosa njihovi konji bili su poznati u Mezopotamiji. Bili su vješti i u metalurgiji, posebno u obradi željeza, pa su izrađivali najjača i najbrža bojna kola tog doba.
Neposredno nakon nasljevanja Medijaca na zapad Velikog Irana, bili su svjedoci uspješnog gospodarstva temeljenog na trgovini kositra, bakra i željeznih ruda. Ovu granu trgovine kontrolirali su Babilonija i Asirija, budući kako je dominacija tim tržištem bila neophodna njihov vojni uspjeh i bogatstvo. Zbog ovih razloga oba mezopotamska carstva vodila su stoljetne ratove u pokušajima da pokore plemena i države na zapadu Irana. Među njima je bila i civilizacija Elam, čije je širenje na zapadne padine masiva Zagrosa i jug Mezopotamije dovelo do uspostave kontrole nad trgovačkim rutama koje su vodile u Ur, Sumer, Babilon i Nirmud, a time i do sukoba s Novoasirskim Carstvom. Plemenski osnivači Medijskog Carstva nisu uzimali u obzir važnost trgovine kovinama, već se njihova strategija uglavnom temeljila na uspješnoj obrani lokalnih plemena koje su konstantno napdali Babilonci i Asirci. To su ostvarili zahvaljujući posjedovanju sofisticiranih vojnih uređaja čime su uspjeli parirati superiornijoj asirskoj vojsci, a koristili su ih i da steknu naklonost i zemlju od domorodačkih plemena. Dokumenti iz asirskog razdoblja spominju kako su od Medijaca primali danak u konjima, domaćim ovcama, baktrijskim devama, u kovinama poput bronce, zlata i srebra, te platnima i vunenim proizvodima. Ovi podaci daju uvid o ranoj medijskoj ekonomiji odnosno gospodarskim granama.
Nakon što su pokorili Novoasirsko Carstvo i proširili svoju državu na zapad, Medijci su preuzeli i kontrolu nad trgovačkim putevima čime su ostvarili golemo bogatstvo. Trgovina doživljava pravi procvat, a većina robe bile su lokalne kovine, drago kamenje iz Središnje Azije, te odjeća i razni alati. Medijsko plemstvo bilo je izuzetno bogato, no lokalno stanovništvo uglavnom nije ostvarivalo korist od budući kako su većinu trgovine vodili Asirci, Babilonci, te razni trgovci iz sirijskih gradova.
Lokalna ekonomija temeljila se uglavnom na tradicionalnim medijskim gospodarskim granama kao što su poljoprivreda i stočarstvo. Spomenuti uzgoj konja sigurno je odigralo najvažniju ulogu u lokalnom gospodarstvu, trgovini ali i vojsci, budući kako su Medijci bili poznati po svojoj konjici. Ovisno o različitim okruženjima, određena naselja diljem carstva razvila su neke lokalne običaje poput ribarstva, ručnog obrta i lončarstva. Metalurgija je razvijana i u vojne i dekorativne svrhe, o čemu svjedoče rukotvorine od zlata i srebra iz medijskog razdoblja. U kratkim crtama, medijsko gospodarstvo može se opisati kao orijentirano vanjskoj trgovini sa zapadnim susjedima u čemu su prednjačile kovine, dok je domaća proizvodnja bila uglavnom poljoprivredna.
Budući kako je Medijsko Carstvo (kao i kasnije Perzijsko Carstvo) bilo podijeljeno na satrapije kojima su vladali pokrajinski vladari, pretpostavlja se kako su podređeni narodi poput Armenaca, Parta, Arijaca i Perzijanaca plaćali propisani porez. S obzirom kako tada nije postojao novac, najvjerojatnije se skupljao u stoci i kovinama, no standardizirane mjerne jedinice za masu ili obujam nisu poznate. Prometni značaj Medije uglavnom se odnosi na kontrolu velikog dijela Puta svile koji je povezivao istočni i zapadni svijet. Prema svemu sudeći, Medijci za razliku od Perzijanaca nisu poznavali sustav kanata (za navodnjavanje) što je jedan od glavnih razloga pada Medijskog Carstva, odnosno prijenosa dominacije na perzijsku stranu.

## Kultura

### Društveni život
Društveni život Medijaca i ostalih iranskih naroda temeljio se na patrijarhalnom plemenskom poretku. Mnogi povjesničari i arheolozi ukazuju na moguće dokaze kako je prije dolaska iranskih plemena postojao matrijahalan društevni poredak, pozivajući se na centralizirani poljoprivredni ustroj starosjedilaca. Ipak, danas je poznato kako je prilikom osnivanja Medijskog Carstva društvo bilo patrijahalno. Na razvoj medijskog društva utjecale su demografske promjene, odnosno porast iranskih populacija na uštrb lokalnih zajednica koje su tu ranije živjele.
Iransko društvo sastojalo se od više plemena, usko povezanim zajedničkim podrijetlom, kulturom i poviješću, zbog čega su postojale i plemenske konfederacije. Najznačajniji među njima svakako su bili Medijci, Perzijanci i Parti. Pouzdano nije moguće utvrditi kada su se iranska plemena podijelila na Medijce, Perzijance, Parte i vjerojatno proto-Sogdijance. Pretpostavlja se kako su se ove razlike pojavile nakon njihovih migracija na zapad u Veliki Iran, ili kako su postojale i ranije. Te razlike očituju se u njihovim jezicima odnosno dijalektima, a njima su kumovale i geografske razlike teritorija na kojima su boravili.
Svako od navedenih plemena bilo je podijeljeno na klase, a istovrsni poredak postojao je i u globalnom smislu u kontekstu njihovih plemenskih konfederacija. Spomenute klase koje se danas mogu identificirati bile su vojničke odnosno vladarske, umjetničke i zemljoradničke. Društvena mobilnost tih klasa nije poznata ali se smatra kako je bila prilično kruta, no poznato je kako podijele među njima nisu bile izražene kao kod indijskog sustava kasti. Naime, proces ograničavanja statusa pojedinaca na „izagnane“ odnosno unapređenje istog na „nedodirljive“ nije se pojavljivao kod iranskih plemena, vjerojatno zbog činjenice kako oni za razliku od indoarijskih naroda nisu napadali i podčinjavali lokalno stanovništvo. Prilikom dolaska Indoarijaca u dolinu rijeke Ind susreli su naprednu civlizaciju Harappa koju su morali pokoriti u cilju da se nasele na njenim teritorijima, dok se iranska plemena tokom migracija na zapad nisu susrela s takvim problemom. Naprotiv, lokalno stanovništvo poput Elamita bilo je ugroženo od strane vanjskog neprijatelja (Babilonci i Asirci) na zapadu, što je dovelo do njihovog saveza. Dakle, dok su Indoarijci morali nadvladati lokalno stanovništvo kako bi jamčili svoj opstanak, Iranci su svoj opstanak pronašli u ujedinjenju sa starosjediocima.
Drevni Medijci prikazani su na reljefima Darijeve apadane u Perzepolisu, koji datira iz 515. pr. Kr. odnosno svega 35 godina nakon pada Medijskog Carstva, što podrazumijeva kako ti prikazi mogu biti relevantni u kontekstu predočavanja medijskog izgleda ili odijevanja. Reljefi s Medijcima pojavljuju se na tri mjesta, a prikazuju medijske stražare, plemiće i njihovu delegaciju. Razlozi njihovog čestog prikazivanja leže u činjenici kako su Medijci u doba Perzijskog Carstva imali povlašten status koji ih je izjednačavao s Perzijancima, a njega je uveo sam osnivač carstva Kir Veliki. Prvi reljef na središnjem panelu istočnog stubišta prikazuje četiri medijska i perzijska kopljanika. Na tom reljefu Medijci nose kratke kapute, hlače i okrugle kape, ispod kojih je kovrčava kosa, ponekad s repom. Drugi reljef smješten je na južnom panelu istog stubišta, a prikazuje medijsku delegaciju u posjetu Perzepolisu. Ovdje Medijci nose karakteristične nošnje, narukvice i mačeve, a darovi perzijskom vladaru uključuju lonce i vaze. Treći reljef nalazi se na sjevernom panelu stubišta, gdje su prikazani medijski šef kraljevske staje i konji urezani do najsitnijih detalja.
- Četiri medijska kopljanika prikazani na lijevoj strani središnjeg panela
- Detalj medijske garde

### Religija
Informacije o religijskim običajima u doba Medijskog Carstva vrlo su oskudne. Između 1967. i 1977. arheološka istraživanja predvođenja Davidom Stronachom otkrila su građevinu iz oko 750. pr. Kr. koja je bila prvenstveno vjerskog karaktera. Smještena je u Tape Nuš-e Janu, oko 60 km južno od Hamadana odnosno drevne Ekbatane. Zdanje je podignuto na stijeni visine od oko 30 m, a sastojalo se od središnjeg hrama, zapadnog hrama, tvrđave i hipostila (dvorane sa stupovima), oko kojih se nalazio kružni potporni zid izgrađen od opeke. Središnji hram imao je oblik tornja s unutrašnjim svetištem u obliku trokuta. Zauzimao je prostor od 11 x 7 m, dok su zidovi bili visine od 8 m. Na zapadnom uglu ovog svetišta nalazio se stepenasti oltar, izgrađen od glinene opeke. Kao što je poznato, kult vatre bilo je zajedničko indoiransko nasljeđe, a hram u Tape Nuš-e Džanu smatra se najstarijom vjerskom građevinom u Iranu.
Ostali izvori o religiji u medijsko doba uglavnom se temelje na Herodotovim djelima i osobnim imenima Medijaca. Prema Herodotu, Medijci u bili jedina iranska plemenska konfederacija koja je imala i svećenićko pleme. Magi ili morg (perz. Magu-) bili su pripadnici plemena koje se tradicionalno sastojalo od mudraca i svećenika koji su čuvali mitološku i duhovnu tradiciju medijskog društva. Ona se u plemenu prenosila s koljena na koljeno, odnosno s oca na sina. U doba vladavine Astijaga na njegovom dvoru magi su služili kao religijski stručnjaci, osobni savjetnici, vračevi, proroci i tumačitelji snova. Funkcija tog plemena vjerojatno datira prije podijele iranskih plemena na invidualne konfederacije, i govori nam kako su takvi klanovi postojali u najranijim iranskim ili čak indoiranskim društvima. Ovo se može potkrijepiti činjenicom kako je pleme magi imalo jednaki status i u doba Perzijskog Carstva, što svjedoči o njihovom kontinuiranom utjecaju u iranskom društvu.
Orijentolog I. M. Diakonoff tvrdi kako su medijski vladari Astijag i možda Kijaksar prihvatili religiju koja potječe od zoroastrijskog učenja proroka Zaratustre, iako ta vjerovanja nisu bila identična s njegovom doktrinom. Ipak, većina povjesničara ne slaže se s njegovim mišljenjem. Mary Boyce tako tvrdi kako su magi i njihove vjerske tradicije predstavljale prepreku prilikom prelaska stanovništva na zoroastrizam. Pretpostavlja se kako su od 8. stoljeća pr. Kr. u Mediji prevladavali mazdaizam i indoiranske vjerske tradicije, dok se zoroastrizam kao Zaratustrina religijska reforma proširio u prvoj polovici 6. stoljeća pr. Kr., odnosno za vrijeme vladavine dva posljednja medijska kralja.
Zoroastrizam se proširio u doba vladavine medijskog kralja Kijaksara, a načela i svjetonazori te religije postat će određujućim elementom medijske, te kasnije perzijske i iranske kulture općenito. Pretpostavlja se kako je postojao i sinkretizam s drugim religijama i mitologijama, posebno mezopotamskom. Dobro u Zoroastrizmu je štovni bog Ahura Mazda. Predstavljala ga je vatra, kao simbol čistoće i moći. Zlo je prirodna sila odvojena od Ahure Mazde i suprotstavljena njemu i njegovu djelu, a egzistira samo na duhovnom planu, za razliku od duhovne i fizičke egzistencije onog što je stvorio Ahura Mazda. Napad zla, odnosno zloduha Ahrimana događa se između tih dviju krajnih točaka na vremenskoj traci. Zoroastrizam se zadržao do današnjeg dana pa je njegova povijest relativno dobro očuvana, unatoč tome kako u starom vijeku zoroastrijci nisu gradili hramove već isključivo žrtvenike, zbog čega ne postoji bogata arheološka ostavština.

### Jezik
Medijci su govorili medijskim jezikom, koji zajedno s gilačkim, mazanderanskim, kurdskim i beludžijskim jezikom spada u skupinu sjeverozapadnih iranskih jezika. Medijski jezik spominje se isključivo u zapisima na staroperzijskom jeziku; o njegovoj gramatici se ne zna gotovo ništa. Prema Prodsu Oktoru Skjærvøu sa sveučilišta Harvard „medijski jezik značajne fonološke izoglose više dijeli s avestanskim nego staroperzijskim jezikom“. Također, spominje i kako je „medijski jezik bio u određenoj mjeri službenim jezikom u zapadnom Iranu“.
Ne postoje sačuvani dokumenti koji datiraju iz medijskog razdoblja, a nije poznato ni kakvim su pismom pisani. Do danas je na teritoriju drevne Medije pronađena samo jedna brončana plaketa koja datira prije ahemenidskog razdoblja, a radi se o zapisu na klinastom pismu pisanom na akadskom jeziku koji datira iz 8. stoljeća pr. Kr., ali ne spominje medijske nazive. Neka moderna istraživanja pokazuju kako je tzv. linearno elamsko pismo (koje još nije dešifrirano) možda pisano na medijskom jeziku, pretpostavljajući kako je Kutik-Inšušinak originalno iransko ime medijskog vladara Kijaksara, a ne mnogo ranijeg elamskog kralja.
Različitost od ostalih etnolingvističkih skupina (poput Perzijanaca) očita je uglavnom iz stranih izvora kao što su asirski zapisi na klinastom pismu (sredina 9. stoljeća pr. Kr.) ili Herodotova djela iz sredine 5. stoljeća pr. Kr. koja opisuju medijsko-perzijski sukob. Ipak, mjesni naziv medijskog jezika nije poznat (kao što je slučaj i s većinom drevnih iranskih jezika), kao ni detaljne razlike od jezika kojim su govorili ostali iranski narodi. Medijski jezik je „vjerojatno“ osnova staroperzijskom jeziku. Medijski identitet očituje se zato što nije dijelio jednake elemente razvoja specifične za staroperzijski jezik. Medijske forme mogu se pronaći isključivo u osobnim i geografskim nazivima, a neke su tipične i za religijski rječnik pa se može govoriti i o avestanskom utjecaju. Ponekad postoje i medijske i staroperzijske forme određenih riječi koje potonji jezik čine nedosljednim, primjerice naziv „konj“ se u zapisima na staroperzijskom jeziku spominje i u izvornom perzijskom obliku „asa“, i u medijskom „aspa“.
Koristeći se usporednom fonologijom mjerodavnih imena ovjerenih na staroperzijskom jeziku, Roland Kent primjećuje kako neke staroperzijske riječi potječu od medijskog jezika; npr. „taksma“ (hrabrost) iz osobnog imena „Taksmaspada“. Diakonoff navodi i primjere termina poput „paridaiza“ (raj), „vazraka“ (veliki) i „xshayathiya“ (kraljevski). Sredinom 5. stoljeća pr. Kr. grčki povjesničar Herodot spominje kako je „spaka“ medijska riječ za kuju. Ovaj naziv i njegovo značenje očuvan je u današnjim iranskim jezicima kao što je tališki. U 1. stoljeću pr. Kr. povjesničar Strabon (64. pr. Kr. - 24.) primjećuje poveznice između brojnih iranskih naroda i njihovih jezika: „Od Inda na istoku (...) Iran se proteže preko Perzije i Medije na zapadu, te Baktrije i Sogdijane na sjeveru; svi ti narodi govore gotovo istim jezikom“.
Budući kako je Medijsko Carstvo objedinjavalo većinu iranskih naroda, diljem zemlje govoreno je većinom lokalnim iranskim jezicima (npr. perzijskim). Ostali korišteni jezici uključuju elamski, akadski i lidijski.

### Umjetnost
Danas postoji vrlo malo umjetničkih ostataka iz razdoblja Medijskog Carstva, pa je medijska umjetnost i dalje predmet špekulacija. Neki povjesničari poput Bruna Genita čak su negirali postojanje iste, dok Oscar Muscarella piše kako „ne postoje primjeri medijske umjetnosti i nisu pronađeni arheološki artefakti iz tog razdoblja“. Ipak, drugi istraživači tvrde kako gradovi Tape Nuš-e Džan i Godin-Tape koji datiraju iz 8. i 7. stoljeća pr. Kr. potječu iz medijskog razdoblja. Utjecaj ostalih arheoloških nalazišta kao što su Baba Jan III. na medijsku kulturu je upitan.
Unatoč oskudnim arheološkim nalazištima iz medijskog razdoblja, njihove gradove opisivali su starogrčki povjesničari poput Herodota i Polibija, a umjetnički doprinosi medijskih majstora spominje se i u perzijskim kraljevskim zapisima. U Herodotovoj povijesti opisane su gradske zidine medijske prijestolnice Ekbatane u sedam različitih boja, što svjedoči kako su Medijci razvili bogatu polikromiju. Budući kako su rudarstvo i obrada kovina imali primarnu ulogu u medijskoj trgovini sa susjedima, Medijci su bili i vrsni kovači. O tome svjedoči i podatak kako je većina ukrasa od zlata i srebra koji datiraju iz kasnijeg ahemenidskog razdoblja pronađena upravo u okolici Ekbatane, nekadašnjeg glavnog grada Medijskog Carstva koji je imao važnu ulogu i kao grad Ahemenidskog Perzijskog Carstva. Reljefi u Perzepolisu prikazju kako medijska delegacija kao darove perzijskom kralju nosi lonce i vaze, što podrazumijeva kako je u medijsko doba bilo razvijeno i lončarstvo. Spomenuti ukrasi pak uglavnom prikazuju animalističke oblike, karakteristične za iransku umjetnost tog razdoblja. Kraljevski zapisi u Perzepolisu spominju kako su medijski zlatari ukrasili gradske zidine Darijeve kraljevske palače u Suzi.

### Arhitektura i urbanizam
Iz medijskog razdoblja poznata su tri značajnija grada; prijestolnica Ekbatana, religijski centar Raj i Hirba. O Ekbatani postoji dosta pisanih dokumenata budući kako se radi o jednom od najstarijih kontinuirano naseljenih gradova u svijetu (današnji Hamadan), dok s druga dva grada to nije slučaj. Naime, ograničena arheološka istraživanja grada Raja započela su tek 1997., a otežavaju istraživanja pridonosi i činjenica kako je grad postao dijelom šireg područja iranskog glavnog grada Teherana na kojem se nalazi industrijska zona. Grad Hirba pak do danas nije ni pronađen, no kod povjesničara je prihvaćeno da je grad zaista postojao. Hirba se spominje i kao perzijski grad uz granicu s Medijom u djelima Nikolaja iz Damaska, a pretpostavlja se kako se grad nalazio negdje na potezu od Ekbatane na sjeveru do Pasargada na jugu.
Ekbatana u doslovnom smislu znači „Mjesto okupljanja“. Starogrčki izvori govore kako je Ekbatana bila glavni grad Medijskog Carstva, a njenu gradnju pripisuju Dejoku (Daiukku prema klinastom pismu), koji je oko grada dao izgraditi sedam koncentričnih gradskih zidina u različitim bojama.
U 5. stoljeću pr. Kr. grčki povjesničar Herodot o Ekbatani piše:

Medijci su sagradili grad Ekbatanu, s jakim zidinama velikih dimenizija, koji su u krugovima opasavali grad. Nacrt palače je takav da svaki zid natkriva onaj prethodni pomoću grudobrana. Priroda okolice ima oblik blagog brežuljka što odgovara navedenom razmještaju obrane, no položaj je uglavnom produkt ljudskog umijeća. Broj obrambenih zidina je sedam, a unutar zadnjeg i najmanjeg nalazi se kraljevska palača i riznica. Vanjski opsadni zid bio je podjednakih dimenzija zidina u Ateni. Na tom zidu grudobrani su bijele boje, na sljedećem crne, trećem crvene, četvrtom plave, petom narančaste; zidovi su ličeni bojama. Zadnja dva grudobrana bila su srebrne, odnosno zlatne boje. Sve navedene fortifikacije građene su za Dejoka i za obranu njegove palače.
Povjesničar Polibije također opisuje veličanstvene fortifikacije 1300 metara dužine koje su opasavale kraljevu palaču no ne i grad, a Ekbatanu naziva najbogatijim i najljepšim gradom svijeta. Danas se pretpostavlja kako su sedam navedenih zidina zapravo stepenasti zigurat. Arheološka istraživanja Ekbatane i brda Hagmatana oskudijevaju pronalascima iz medijskog doba, dok obiluju onim iz perzijskog i partskog razdoblja. Također, Ekbatana se uopće ne spominje u asirskim zapisima. Neki povjesničari tvrde kako je Sagbita ili Sagbat iz asirskih zapisa raniji oblik naziva Ekbatana ili Hagmatana iz kasnijih grčkih i ahemenidskih izvora. Prema njihovim tvrdnjama, slovo „S“ postalo je slovom „H“ u mnogim iranskim jezicima. Sagbita iz asirskih zapisa bila je smještena nedaleko od gradova Kishesim (Kar-Nergal) i Harhar (Kar-Sharrukin).
Unatoč tome kako nedavno otkriveni grad Tape Nuš-e Džan nije bio glavni grad, prema Davidu Stronachu taj religijski centar ima veliki značaj za medijsku arhitekturu, kao i za razvoj drugih orijentalnih civilizacija. Arhitektonski stilovi u Tape Nuš-e Džanu i Godin-Tapeu sadrže elemente iz drugih kultura. Asirski utjecaj očituje se u tlocrtu tvrđava, dok se elementi civilizacije Urartu nalaze u metodama podizanja građevina: tuneli u stijeni, korištenje slijepih prozora i niša, te vodospremika. Hipostili ili dvorane sa stupovima karakteristični su za arhitekturu sjeverozapadnog Irana i Urartua, no u Tape Nuš-e Džan i Godin-Tapeu oni nemaju manje prostorije koje se nadovezuju na glavnu dvoranu. Takve građevine bez stambene i gospodarske funkcije postale su prototipom za perzijske reprezentativne dvorane za prijem poznatije kao apadane. „Središnji hram“ Tape Nuš-e Džana hljebastog je oblika, dok ostale prostorije ne prate simetriju. Medijci očito nisu samo preuzeli strane arhitektonske elemente okolnih civilizacija, već su ih i koristili za stvaranje novog, autohtonog medijskog oblikovanja. Također, istom metodom kasnije su se koristili i Perzijanci, koji su kombinirali stilove većine civilizacija Bliskog istoka.

## Kronologija
- 728. pr. Kr. - Dejok osniva Medijsko Carstvo.
- 675. pr. Kr. - smrt Dejoka; nasljeđuje ga sin Fraort.
- 653. pr. Kr. - pogibja Fraorta u opsadi asirske prijestolnice Ninive; provala Skita predvođenih Madijem.
- 625. pr. Kr. - Kijaksar zbacuje Madija i stupa na medijsko prijestolje.
- 614. pr. Kr. - medijski pohod protiv Novoasirskog Carstva; pad Ašura.
- 612. pr. Kr. - Kijaksar i njegov babilonski saveznik kralj Nabopolasar osvajaju Ninivu što je označilo kraj Novoasirskog Carstva.
- 609. pr. Kr. - zadnji asirski kralj Ašur-ubalit II. pogiba pri opsadi Harana.
- 610-ih pr. Kr. - Medijsko Carstvo pripaja kraljevstvo Urartu u Armeniji.
- 610-ih pr. Kr. - rođenje Astijaga, Kijaksarovog sina.
- 590. pr. Kr. - rođenje Astijagove kćeri Mandane.
- 585. pr. Kr. - nakon bitke pomrčine sklopljen medijsko-lidijski mirovni sporazum.
- 585. pr. Kr. - smrt Kijaksara.
- 577. pr. Kr. - udaja Mandane za perzijskog vladara Kambiza I.
- 576. pr. Kr. - rođenje Astijagovog unuka, odnosno Kambizovog i Mandaninog sina Kira Velikog.
- 553. pr. Kr. - izbijanje perzijskog ustanka.
- 552. pr. Kr. - neuspješni Astijagov pokušaj da spriječi Kira na njegovom putu iz Ekbatane u Perziju; pobjeda Perzijanaca u bitci kod Hirbe.
- 551. pr. Kr. - Astijag osobno kreće u gušenje perzijskog ustanka, no Kir odolijeva medijskim napadima u bitci kod perzijske granice.
- 550. pr. Kr. - poraz Astijagove vojske u opsadi pasargadskog brda i kod Pasargada.
- 550. pr. Kr. - pad medijske metropole Ekbatane; Kir Veliki osniva Ahemenidsko Perzijsko Carstvo, pošteđuje Astijagov život i uzima ga kao osobnog savjetnika.
- 540-ih pr. Kr. - smrt Astijaga.

## Poveznice
- Medijci
- Iranski narodi
- Povijest Irana
- Ahemenidsko Perzijsko Carstvo

### Antička djela
- Herodot: „Povijesti“ (I. knjiga - 95. – 144.)
- Ktezije: „Persica“ (knjige 4. – 6.)
- Beros: „Babyloniaca“
- Nikolaj iz Damaska: „Opća povijest“

### Moderna djela
- Igor M. Diakonoff: „Medija“ (Media), Ilya Gershevitch, Cambridge History of Iran, 2. svezak, London: Cambridge University Press, 1985.
- Bruno Genito: „Medijci - slaganje arheoloških dokaza“ (The Medes: A Reassessment of the Archaeological Evidence), Istok i Zapad 36/1-3, 1986., str. 11.
- Peter Calmeyer: „Medijska umjetnost i arhitektura“ (Median Art and Architecture), Enciklopedija Iranica, II. svezak, 1987.
- David Stronach: „Medijsko naselje Tape Nuš-e Džan“, Cambridgeova povijest Irana II., Acta Iranica, 1985., str. 832. – 837.
- Charles M. Laymon: The Interpreter's One Volume Commentary on the Bible: Introduction and Commentary, izdavač: Abingdon Press, 1971.
- Gunnar Heinsohn: „Kijaksar - medijski veliki kralj u Egiptu, Asiriji i Iranu“ (Cyaxares: Media’s Great King in Egypt, Assyria & Iran), Sveučilište u Bremenu, 2006.
- Max Duncker: „Povijest antike“ (The History of Antiquity), Richard Bentley, London, 1881.
- Robert Anderson Edward: „Povijest nestalih civilizacija Istoka“ (The Story of Extinct Civilizations of the East), izdavač: Phillips McClure, 1904.
- George Rawlinson: „Sedam velikih monarhija Starog Istoka“ (The Seven Great Monarchies of the Ancient Eastern World), New York, izdavač: John B. Eldan Press, 1885. (reizdanje 2007.)

Ókori keleti történeti chrestomathia. Szerk.: Harmatta János. Osiris. Budapest. 2003. ISBN 963 389 425 5, ISSN 1218 9855CS1 održavanje: others (link)

## Vanjske poveznice
- Medija (enciklopedija Iranica, M. Dandamayev i I. Medvedskaya)  Arhivirana inačica izvorne stranice od 29. siječnja 2009. (Wayback Machine)
- Povijest Irana, III. poglavlje - Medijci, prvo (zapadno) iransko kraljevstvo (Iranologie.com)  Arhivirana inačica izvorne stranice od 16. srpnja 2011. (Wayback Machine)
- Medija (1), Livius.org, Jona Lendering  Arhivirana inačica izvorne stranice od 24. rujna 2013. (Wayback Machine)
- Medija (2), Livius.org, Jona Lendering  Arhivirana inačica izvorne stranice od 5. lipnja 2011. (Wayback Machine)
- Medijsko Carstvo (Iran Chamber.com)
- Drevna Medija (Medijci), AncientNearEast.tripod.com
- Medija (enciklopedija Britannica)
- Povijest Medijaca (Taroscopes.com)  Arhivirana inačica izvorne stranice od 13. svibnja 2011. (Wayback Machine)

Sestrinski projekti
|  | Zajednički poslužitelj ima još gradiva o temi Medijsko Carstvo |